# Judit Ágnes Kiss
Judit Ágnes Kiss (ungerska: Kiss Judit Ágnes), född 11 maj 1973 i Budapest, är en ungersk poet och författare. Hon kommer från Budapest.

## Biografi
Kiss har läst vid ELTE-universitetet och studerat dramatik. Hon är lärare vid Konsthögskolan. Hon är även verksam som musiker och dansare.
Judit Ágnes Kiss skriver i sina dikter ofta om kärlek. När hon 2006 publicerade sin första diktsamling (bland annat med dikter skrivna tio år tidiga), väckte hon uppmärksamhet genom att som kvinna skriva om (fysisk) kärlek. Emancipationen har ännu inte hunnit så långt i Ungern, menar hon.
Kiss hittills enda roman, 2008 års Szomor Veron: A keresztanya ('Gudmodern') har en äldre kvinna som huvudperson. Historien, som utspelas i en liten by på den ungerska landsbygden, kretsar tidsmässigt kring Die Wende, den sista tiden före Berlinmurens fall.
Kiss diktsamling 24 dikter kommer ut i svensk översättning hösten 2015.